# Asura asuroides
Asura asuroides är en fjärilsart som beskrevs av Rothschild 1913. Asura asuroides ingår i släktet Asura och familjen björnspinnare. Inga underarter finns listade i Catalogue of Life.